# Liste des gares de l'Indre

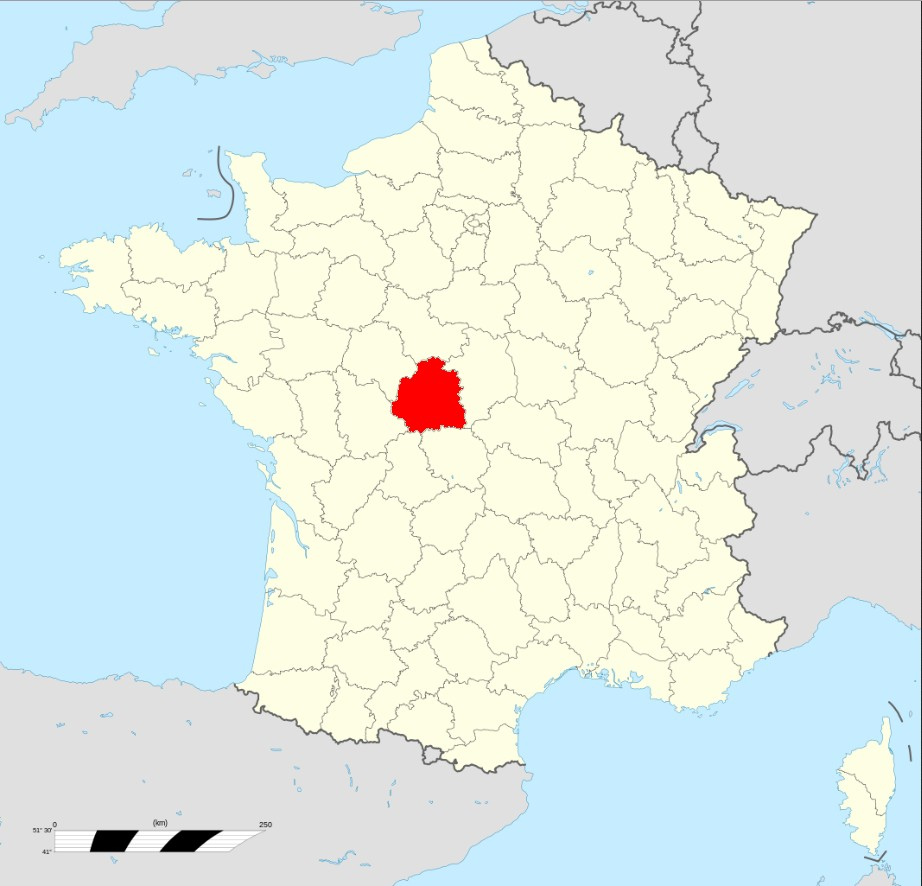
Le département de l'Indre en France.

La liste des gares de l'Indre, est une liste des gares ferroviaires (gares ou haltes), situées dans le département de l'Indre, en région Centre-Val de Loire.

## Gares en service (voyageurs et/ou fret)
| Noms des gares       | Localisation                     | Lignes | Services                                     | Illustrations |
| -------------------- | -------------------------------- | --- | -------------------------------------------- | ------------- |
| Argenton-sur-Creuse  | 46° 35′ 32″ nord, 1° 31′ 06″ est | Les Aubrais - Orléans à Montauban-Ville-Bourbon                                                           | Intercités TER Centre-Val de Loire Fret SNCF |               |
| Argy                 | 46° 56′ 20″ nord, 1° 26′ 27″ est | Salbris au Blanc                                                                                          | Train du Bas-Berry                           |               |
| Buzançais            | 46° 53′ 07″ nord, 1° 25′ 07″ est | Joué-lès-Tours à Châteauroux                                                                              | Fret SNCF                                    |               |
| Celon                | 46° 31′ 02″ nord, 1° 30′ 11″ est | Les Aubrais - Orléans à Montauban-Ville-Bourbon                                                           | Fret SNCF                                    |               |
| Chabenet             | 46° 37′ 35″ nord, 1° 30′ 28″ est | Les Aubrais - Orléans à Montauban-Ville-Bourbon                                                           | TER Centre-Val de Loire                      |               |
| Chabris              | 47° 15′ 18″ nord, 1° 38′ 46″ est | Salbris au Blanc                                                                                          | TER Centre-Val de Loire                      |               |
| Châteauroux          | 46° 48′ 35″ nord, 1° 41′ 59″ est | Les Aubrais - Orléans à Montauban-Ville-Bourbon Joué-lès-Tours à Châteauroux Châteauroux à La Ville-Gozet | Intercités TER Centre-Val de Loire Fret SNCF |               |
| Châtillon-sur-Indre  | 46° 59′ 32″ nord, 1° 10′ 16″ est | Joué-lès-Tours à Châteauroux                                                                              | Fret SNCF                                    |               |
| Clion-sur-Indre      | 46° 56′ 42″ nord, 1° 14′ 23″ est | Joué-lès-Tours à Châteauroux                                                                              | Fret SNCF                                    |               |
| Écueillé             | 47° 04′ 48″ nord, 1° 21′ 27″ est | Salbris au Blanc                                                                                          | Train du Bas-Berry                           |               |
| Éguzon               | 46° 26′ 26″ nord, 1° 33′ 08″ est | Les Aubrais - Orléans à Montauban-Ville-Bourbon                                                           | TER Centre-Val de Loire                      |               |
| Fléré-la-Rivière     | 47° 01′ 17″ nord, 1° 06′ 31″ est | Joué-lès-Tours à Châteauroux                                                                              | Fret SNCF                                    |               |
| La Foulquetière      | 47° 06′ 37″ nord, 1° 24′ 17″ est | Salbris au Blanc                                                                                          | Train du Bas-Berry                           |               |
| La Gauterie          | 47° 08′ 23″ nord, 1° 29′ 29″ est | Salbris au Blanc                                                                                          | TER Centre-Val de Loire                      |               |
| Heugnes              | 47° 00′ 53″ nord, 1° 24′ 50″ est | Salbris au Blanc                                                                                          | Train du Bas-Berry                           |               |
| Issoudun             | 46° 56′ 56″ nord, 1° 59′ 09″ est | Les Aubrais - Orléans à Montauban-Ville-Bourbon Saint-Florent-sur-Cher à Issoudun                         | Intercités TER Centre-Val de Loire Fret SNCF |               |
| Lothiers             | 46° 41′ 41″ nord, 1° 33′ 46″ est | Les Aubrais - Orléans à Montauban-Ville-Bourbon                                                           | TER Centre-Val de Loire                      |               |
| Luant                | 46° 44′ 06″ nord, 1° 35′ 23″ est | Les Aubrais - Orléans à Montauban-Ville-Bourbon                                                           | TER Centre-Val de Loire                      |               |
| Luçay-le-Mâle        | 47° 07′ 59″ nord, 1° 26′ 10″ est | Salbris au Blanc                                                                                          | TER Centre-Val de Loire Train du Bas-Berry   |               |
| Montierchaume        | 46° 51′ 01″ nord, 1° 47′ 37″ est | Les Aubrais - Orléans à Montauban-Ville-Bourbon                                                           | Fret SNCF                                    |               |
| Neuvy-Pailloux       | 46° 52′ 57″ nord, 1° 51′ 46″ est | Les Aubrais - Orléans à Montauban-Ville-Bourbon                                                           | TER Centre-Val de Loire Fret SNCF            |               |
| Pellevoisin          | 46° 58′ 55″ nord, 1° 25′ 14″ est | Salbris au Blanc                                                                                          | Train du Bas-Berry                           |               |
| Reuilly (Indre)      | 47° 05′ 09″ nord, 2° 02′ 50″ est | Les Aubrais - Orléans à Montauban-Ville-Bourbon                                                           | TER Centre-Val de Loire                      |               |
| Sainte-Lizaigne      | 47° 00′ 10″ nord, 2° 01′ 49″ est | Les Aubrais - Orléans à Montauban-Ville-Bourbon                                                           | TER Centre-Val de Loire                      |               |
| Tournon-Saint-Martin | 46° 44′ 13″ nord, 0° 57′ 29″ est | Port-de-Piles à Argenton-sur-Creuse                                                                       | Fret SNCF                                    |               |
| Valençay             | 47° 09′ 47″ nord, 1° 33′ 31″ est | Salbris au Blanc                                                                                          | TER Centre-Val de Loire                      |               |
| Varennes-sur-Fouzon  | 47° 12′ 52″ nord, 1° 36′ 52″ est | Salbris au Blanc                                                                                          | TER Centre-Val de Loire                      |               |

## Gares fermées
| Noms des gares           | Localisation                     | Lignes                                                                     | Photographies |
| ------------------------ | -------------------------------- | -------------------------------------------------------------------------- | ------------- |
| Abloux                   | ?                                | Argenton-sur-Creuse à Saint-Benoît-du-Sault (tramway)                      |               |
| Aigurande                | ?                                | La Châtre à Guéret                                                         |               |
| Ardentes                 | ?                                | Châteauroux à La Ville-Gozet                                               |               |
| Azé                      | 46° 40′ 15″ nord, 1° 05′ 36″ est | Salbris au Blanc                                                           |               |
| Bélâbre                  | ?                                | Saint-Benoît-du-Sault - Le Blanc (tramway)                                 |               |
| Le Blanc                 | 46° 38′ 27″ nord, 1° 03′ 59″ est | Port-de-Piles à Argenton-sur-Creuse Salbris au Blanc Saint-Benoît au Blanc |               |
| Bonnavois                | ?                                | Argenton-sur-Creuse à La Chaussée                                          |               |
| Les Bordes               | ?                                | Issoudun à Vatan (tramway)                                                 |               |
| Bonneau-Habilly          | 46° 52′ 32″ nord, 1° 25′ 16″ est | Salbris au Blanc                                                           |               |
| Briantes                 | ?                                | Châteauroux à La Ville-Gozet                                               |               |
| Chaillac                 | ?                                | Saint-Benoît-du-Sault à Chaillac (tramway)                                 |               |
| Chalais                  | ?                                | Saint-Benoît-du-Sault au Blanc (tramway)                                   |               |
| Champillet - Urciers     | ?                                | Châteauroux à La Ville-Gozet                                               |               |
| La Châtre                | 46° 35′ 26″ nord, 1° 59′ 09″ est | La Châtre à Guéret                                                         |               |
| La Chaussée              | 46° 34′ 17″ nord, 1° 55′ 37″ est | Argenton-sur-Creuse à La Chaussée La Châtre à Guéret                       |               |
| Chaventon                | 46° 51′ 11″ nord, 1° 24′ 10″ est | Salbris au Blanc                                                           |               |
| Chavin                   | 46° 33′ 30″ nord, 1° 36′ 26″ est | Argenton-sur-Creuse à La Chaussée                                          |               |
| Chitray                  | 46° 38′ 04″ nord, 1° 22′ 11″ est | Port-de-Piles à Argenton-sur-Creuse                                        |               |
| Ciron                    | 46° 37′ 44″ nord, 1° 14′ 48″ est | Port-de-Piles à Argenton-sur-Creuse                                        |               |
| Cluis                    | 46° 33′ 11″ nord, 1° 44′ 46″ est | Argenton-sur-Creuse à La Chaussée                                          |               |
| Concremiers              | 46° 36′ 02″ nord, 1° 00′ 46″ est | Saint-Benoît au Blanc                                                      |               |
| Crozon-La Buxerette      | ?                                | La Châtre à Guéret                                                         |               |
| Déols                    | ?                                | Les Aubrais - Orléans à Montauban-Ville-Bourbon                            |               |
| Diou (Indre)             | 47° 02′ 35″ nord, 2° 02′ 01″ est | Les Aubrais - Orléans à Montauban-Ville-Bourbon                            |               |
| Douadic                  | 46° 42′ 24″ nord, 1° 06′ 35″ est | Salbris au Blanc                                                           |               |
| Fijaines                 | ?                                | Châteauroux à La Ville-Gozet                                               |               |
| Entraigues               | ?                                | Châteauroux à Valençay (tramway)                                           |               |
| Fontgombault             | ?                                | Port-de-Piles à Argenton-sur-Creuse                                        |               |
| La Forge-de-l'Île        | ?                                | Châteauroux à La Ville-Gozet                                               |               |
| Fourches - Jeu-les-Bois  | ?                                | Châteauroux à La Ville-Gozet                                               |               |
| Giroux                   | ?                                | Vatan à Vierzon (tramway)                                                  |               |
| Ingrandes - Mérigny      | 46° 36′ 00″ nord, 0° 57′ 49″ est | Saint-Benoît au Blanc                                                      |               |
| Juscop                   | 46° 57′ 41″ nord, 1° 25′ 48″ est | Salbris au Blanc                                                           |               |
| Langé                    | ?                                | Châteauroux à Valençay (tramway)                                           |               |
| Levroux                  | ?                                | Châteauroux à Valençay (tramway)                                           |               |
| Lingé                    | 46° 44′ 57″ nord, 1° 07′ 56″ est | Salbris au Blanc                                                           |               |
| Lurais                   | ?                                | Port-de-Piles à Argenton-sur-Creuse                                        |               |
| Les Loges-Lignerolles    | 46° 30′ 50″ nord, 2° 09′ 47″ est | Champillet - Urciers à Lavaufranche                                        |               |
| Maillet                  | ?                                | Argenton-sur-Creuse à La Chaussée                                          |               |
| Mauvières                | ?                                | Saint-Benoît-du-Sault au Blanc (tramway)                                   |               |
| Le Menoux                | 46° 33′ 32″ nord, 1° 33′ 52″ est | Argenton-sur-Creuse à La Chaussée                                          |               |
| Mers (Indre)             | ?                                | Châteauroux à La Ville-Gozet                                               |               |
| Mézières-en-Brenne       | 46° 48′ 57″ nord, 1° 12′ 17″ est | Salbris au Blanc                                                           |               |
| Moulins-sur-Céphons      | ?                                | Châteauroux à Valençay (tramway)                                           |               |
| Neuvy-Saint-Sépulchre    | ?                                | Argenton-sur-Creuse à La Chaussée                                          |               |
| Niherne                  | ?                                | Joué-lès-Tours à Châteauroux                                               |               |
| Nohant-Vic               | ?                                | Châteauroux à La Ville-Gozet                                               |               |
| Paudy                    | ?                                | Issoudun à Vatan (tramway)                                                 |               |
| Le Pêchereau             | 46° 34′ 38″ nord, 1° 32′ 54″ est | Argenton-sur-Creuse à La Chaussée                                          |               |
| Pouligny-Saint-Pierre    | 46° 40′ 37″ nord, 1° 02′ 19″ est | Port-de-Piles à Argenton-sur-Creuse                                        |               |
| Prissac                  | ?                                | Saint-Benoît-du-Sault - Le Blanc (tramway)                                 |               |
| Le Puy-de-l'Âge          | ?                                | Argenton-sur-Creuse à Saint-Benoît -du-Sault (tramway)                     |               |
| La Roche-Chevreux        | ?                                | Saint-Benoît-du-Sault au Blanc (tramway)                                   |               |
| Ruffec-le-Château        | 46° 37′ 49″ nord, 1° 10′ 20″ est | Port-de-Piles à Argenton-sur-Creuse                                        |               |
| Sacierges                | ?                                | Saint-Benoît-du-Sault au Blanc (tramway)                                   |               |
| Saint-Aigny - Le Blanc   | 46° 38′ 01″ nord, 1° 02′ 52″ est | Saint-Benoît au Blanc Montmorillon à Saint-Aigny - Le Blanc                |               |
| Saint-Benoît-du-Sault    | ?                                | Saint-Benoît-du-Sault au Blanc (tramway)                                   |               |
| Saint-Denis-de-Jouhet    | 46° 31′ 47″ nord, 1° 52′ 56″ est | La Châtre à Guéret                                                         |               |
| Saint-Gaultier           | 46° 37′ 57″ nord, 1° 25′ 42″ est | Port-de-Piles à Argenton-sur-Creuse                                        |               |
| Saint-Genou              | ?                                | Joué-lès-Tours à Châteauroux                                               |               |
| Saint-Gilles             | ?                                | Argenton-sur-Creuse à Saint-Benoît-du-Sault (tramway)                      |               |
| Saint-Hilaire (Indre)    | 46° 34′ 06″ nord, 1° 03′ 52″ est | Montmorillon à Saint-Aigny - Le Blanc                                      |               |
| Saint-Maur-sur-Indre     | ?                                | Joué-lès-Tours à Châteauroux                                               |               |
| Saint-Michel-Saint-Cyran | 46° 48′ 07″ nord, 1° 09′ 42″ est | Salbris au Blanc                                                           |               |
| Sainte-Thérese           | 46° 48′ 11″ nord, 1° 18′ 43″ est | Salbris au Blanc                                                           |               |
| Sarzay - Fougerolles     | 46° 34′ 29″ nord, 1° 53′ 10″ est | Argenton-sur-Creuse à La Chaussée                                          |               |
| Scoury                   | 46° 38′ 06″ nord, 1° 17′ 13″ est | Port-de-Piles à Argenton-sur-Creuse                                        |               |
| Subtray                  | 46° 49′ 18″ nord, 1° 15′ 19″ est | Salbris au Blanc                                                           |               |
| Terre-Neuve              | 47° 06′ 20″ nord, 1° 23′ 47″ est | Salbris au Blanc                                                           |               |
| Vatan                    | ?                                | Issoudun à Vatan (tramway)                                                 |               |
| Vendœuvres               | 46° 48′ 03″ nord, 1° 21′ 31″ est | Salbris au Blanc                                                           |               |
| Vicq-sur-Nahon           | ?                                | Châteauroux à Valençay (tramway)                                           |               |
| Villedieu-sur-Indre      | ?                                | Joué-lès-Tours à Châteauroux                                               |               |
| Villiers                 | ?                                | Saint-Benoît-du-Sault au Blanc (tramway)                                   |               |
| Vineuil                  | ?                                | Châteauroux à Valençay (tramway)                                           |               |